# Iglesia Cuerpo de Cristo

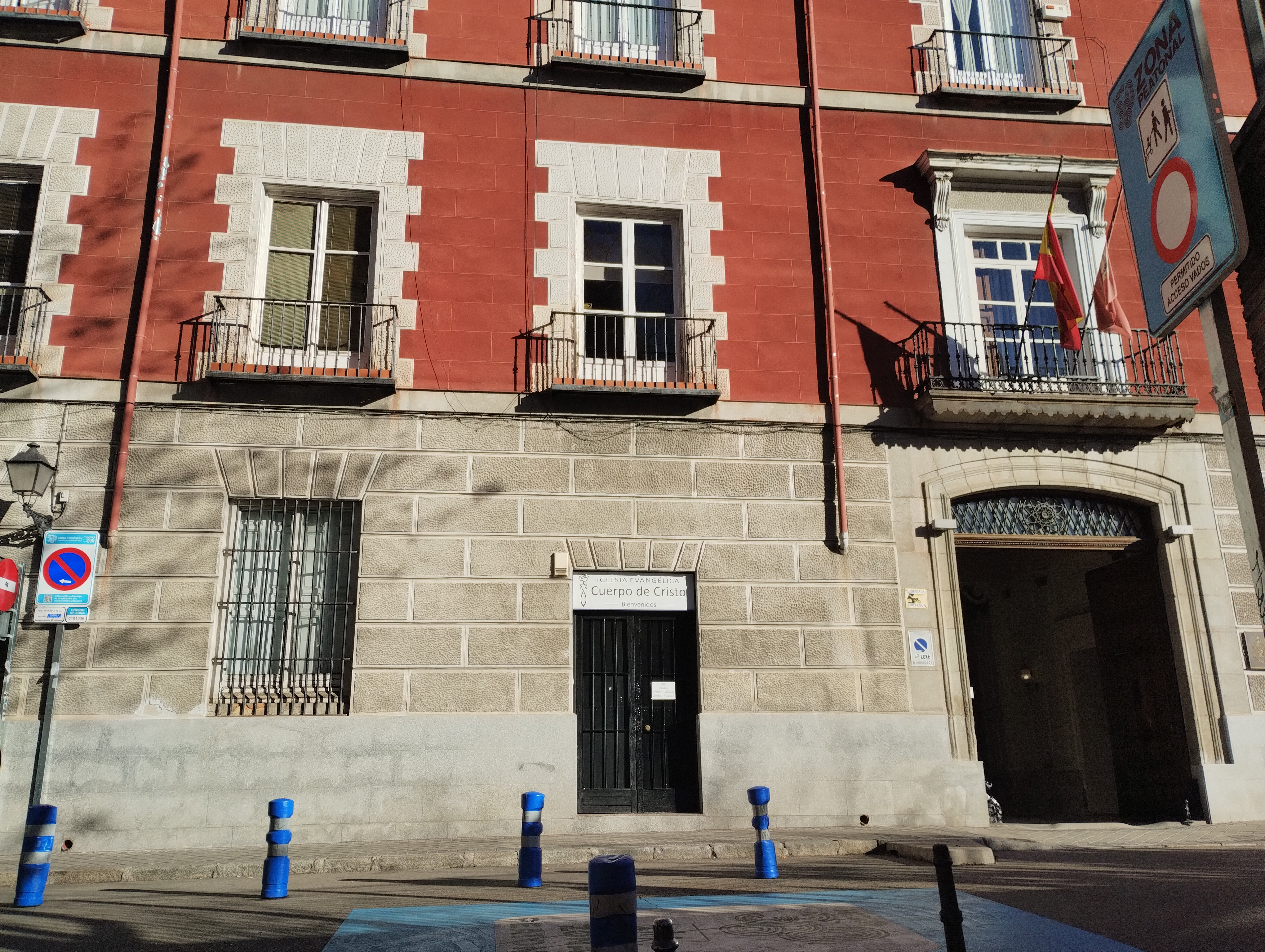
El edificio de la iglesia en Madrid

La Iglesia Cuerpo de Cristo es una organización cristiana evangélica del movimiento pentecostal fundada en 1999. Es miembro de la Federación de Entidades Evangélicas de España (FEREDE) y los Consejos Evangélicos autonómicos. Tiene presencia en cerca de setenta países y en la mayoría de provincias españolas. Su sede central está ubicada en Madrid.
La Iglesia Cuerpo de Cristo desarrolla su labor humanitaria a través de la ONG Remar España, creada en Vitoria en 1982. Su teología es común a las Iglesias evangélicas, teniendo como base doctrinal la establecida por la Alianza Evangélica Mundial. 
Tiene como fin especial la potenciación de familias unidas en amor y santidad, que sean ejemplos de vida en la sociedad y la formación de una juventud sana, libre de vicios y rebeldía.
Defiende las raíces judeocristianas como principio de una sociedad libre y justa, ayudando especialmente al pueblo judío como natural elegido por Dios. Colabora de forma activa con las emisoras de Radio Solidaria y SolidariaTV.
Actualmente, la Iglesia Cuerpo de Cristo es una de las entidades pentecostales más extendidas de España, perteneciendo a la Fraternidad Pentecostal y Carismática de España como miembro fundador.